# Camelus ferus
Camelus ferus е вид бозайник от семейство Камилови (Camelidae). Видът е критично застрашен от изчезване.

## Разпространение и местообитание
Обитава пустинни области, места със суха почва, планини, възвишения, хълмове, склонове, долини, поляни, храсталаци, дюни и степи.
Разпространен е в Китай (Синдзян) и Монголия. Популацията на вида е намаляваща. Регионално е изчезнал в Казахстан.